# Томпсонвілл (Пенсільванія)
Томпсонвілл (англ. Thompsonville) — переписна місцевість (CDP) в США, в окрузі Вашингтон штату Пенсільванія. Населення — 3704 особи (2020).

## Географія
Томпсонвілл розташований за координатами 40°16′34″ пн. ш. 80°6′57″ зх. д. / 40.27611° пн. ш. 80.11583° зх. д. (40.276092, -80.115823).  За даними Бюро перепису населення США в 2010 році переписна місцевість мала площу 5,42 км², з яких 5,36 км² — суходіл та 0,07 км² — водойми.

## Демографія
Згідно з переписом 2010 року, у переписній місцевості мешкало 3520 осіб у 1271 домогосподарстві у складі 1000 родин. Густота населення становила 649 осіб/км².  Було 1326 помешкань (244/км²).
Расовий склад населення:
| - 97,2 % — білих - 1,0 % — азіатів - 0,7 % — чорних або афроамериканців - 0,2 % — корінних американців |

До двох чи більше рас належало 0,5 %. Частка іспаномовних становила 1,4 % від усіх жителів.
За віковим діапазоном населення розподілялося таким чином: 21,3 % — особи молодші 18 років, 54,8 % — особи у віці 18—64 років, 23,9 % — особи у віці 65 років та старші. Медіана віку мешканця становила 49,3 року. На 100 осіб жіночої статі у переписній місцевості припадало 89,7 чоловіків;  на 100 жінок у віці від 18 років та старших — 87,5 чоловіків також старших 18 років.
Середній дохід на одне домашнє господарство  становив 116 427 доларів США (медіана — 89 091), а середній дохід на одну сім'ю — 129 428 доларів (медіана — 100 179). За межею бідності перебувало 3,5 % осіб, у тому числі 6,2 % дітей у віці до 18 років та 0,0 % осіб у віці 65 років та старших.
Цивільне працевлаштоване населення становило 1741 особа. Основні галузі зайнятості: освіта, охорона здоров'я та соціальна допомога — 22,5 %, науковці, спеціалісти, менеджери — 14,5 %, виробництво — 12,2 %.